# ТТРАМ
РАМ са два транзисторa (ТТРАМ) је нови (2005) тип рачунарске меморије коју развија фирма Ренесас.
ТТРАМ је сличан обичној ДРАМ меморији са једним транзистором и кондензатором по концепту, али елиминише кондензатор тако што се ослања на СОИ процес производње. Овај ефекат ствара капацитет између транзистора и подлоге, на шта се раније гледало као на сметњу. Пошто је транзистор направљен помоћу СОИ технологије нешто мањи од кондензатора, ТТРАМ нуди веће густине од обичног ДРАМ-а. ТТРАМ је у теорији јефтинији зато што је густина повезана са ценом. Али захтев да се ова меморија прави на СИО фабричким линијама, чини да цена буде непредвидива.
У ТТРАМ меморијској ћелији, два транзистора су повезана на СИО субстрат. Први је приступни транзистор, док је други транзистор за складиштење и извршава исту функцију као и кондензатор у нормалној ДРАМ ћелији. Писање и читање података се врши према проводљивом стању приступног транзистора и стању плутајућег тела транзистора за складиштење. Чињеница да ТТРАМ меморијска ћелија не захтева степ-ап напон или негативан напон, као што ДРАМ захтева, чини нови дизајн ћелија одговарајућим за коришћење у будућим процесорима на нижим радним напонима.
Са Ренесас ТТРАМ меморијом, сигнал за читање се појављује као разлика у транзисторској струји. Сензор типа струја-огледало детектује ову разлику великом брзином, користећи референтну меморијску ћелију која омогућава поуздану идентификацију нуле или јединице. Овај метод читања значајно смањује потрошњу енергије елиминацијом пуњења и пражњења линије за битове и операција потребних за читање ДРАМ ћелија. 
Слична технологија је З-РАМ, која користи само један транзистор и зато има већу густину и од ТТРАМ. Као и ТТРАМ, З-РАМ се ослања на ефекат плутајућег тела на СОИ, и има сличан процес производње. З-РАМ је такође и бржи, брз је као СРАМ који се користи као кеш, што га чини интересантним за ЦПЈ, који се већ прави на СОИ линијама.
ТТРАМ не би требало мешати са ТТ-РАМ, што је Атаријево име за специјално место за ДРАМ у Атари ТТ030 личним рачунарима.